# Golden☆Best
Golden☆Best é uma coletânea musical de Hironobu Kageyama lançada em 22 de dezembro de 2004 pela Tokuma Japan Communications. O álbum possui 20 músicas da carreira solo do artista.  A foto da capa é a mesma do álbum de estreia, Broken Heart.

## Produção
Como coletâneas do artista já tinham sido lançadas, houve um esforço em selecionar músicas que não estivessem nelas. Todas as músicas foram lançadas no início de sua carreira solo, entre 1981 e 1983. As duas primeiras músicas são do single de estreia de Kageyama. Há outras músicas que foram lançadas apenas em singles previamente, além de canções de First at Last e Horizon. A última música, "Stardust Memory", foi escolhida por ter sido a primeira anison de sucesso do cantor. As faixas foram inseridas de forma cronológica de lançamento, para que se possa acompanhar a evolução do artista.

## Faixas
Lista de faixas:
| N.º            | Título                      | Letras            | Música                                | Originalmente em:              | Duração |  |
| 1.             | "Kyou wo Ikiyou"            | Mogol             | Giulio Rapetti e Norman David Shapiro | single                         | 3:12    |  |
| 2.             | "Lonely Night"              | Hironobu Kageyama | Kageyama e Katsunori Ishida           | single                         | 4:37    |  |
| 3.             | "Broken Heart"              | Shun Saijo        | Toru Aoyama e Kingo Hamada            | Broken Heart                   | 3:27    |  |
| 4.             | "Try Me"                    | Hiro Tsunoda      | Tsunoda e Takeru Satou                | single                         | 4:13    |  |
| 5.             | "99% I Love You"            | Tetsuya Chiaki    | Tsugutoshi Gotō                       | single                         | 3:37    |  |
| 6.             | "Hotondo Crazy"             | Machiko Ryu       | Kimio Mizutani e Kenji Sawada         | single                         | 4:04    |  |
| 7.             | "Bronze Sugar"              | Ryu               | Mizutani e Sawada                     | single                         | 3:51    |  |
| 8.             | "Midnight Story"            | Kenji Kurihara    | Kageyama e Yamata Norimasa            | First at Last                  | 4:19    |  |
| 9.             | "One Way Love (Speed Life)" | Kageyama          | Kageyama e Norimasa                   | First at Last                  | 3:46    |  |
| 10.            | "Mr. Darkness"              | Kageyama          | Norimasa e Sudo                       | First at Last                  | 5:22    |  |
| 11.            | "Take You to the Star"      | Issei Endoh       | Endoh e Norimasa                      | First at Last                  | 3:40    |  |
| 12.            | "Mayonaka no Dance"         | Yoshiko Miura     | Wasaku Araki                          | Horizon                        | 3:14    |  |
| 13.            | "The Lady"                  | Kuniko Fukushima  | Fukushima                             | single                         | 2:56    |  |
| 14.            | "Rainy Now"                 | Miura             | Norimasa                              | Horizon                        | 2:50    |  |
| 15.            | "Horizon"                   | Miura             | Osamu Yamazaki                        | Horizon                        | 3:56    |  |
| 16.            | "Mirai Kara Kita Otoko"     | Miura             | Yamazaki                              | Horizon                        | 2:34    |  |
| 17.            | "Sad Moment"                | Miura             | Yamazaki                              | Horizon                        | 2:34    |  |
| 18.            | "Turban"                    | Miura             | Tatsuo Yanagisawa                     | Horizon                        | 2:44    |  |
| 19.            | "Mada Minu Onna E"          | Miura             | Norimasa                              | Horizon                        | 3:35    |  |
| 20.            | "Stardust Memory"           | Kenji Terada      | Dam Yuuji                             | Choujikuu Kidan Southern Cross | 2:09    |  |
| Duração total: | Duração total:              | Duração total:    | Duração total:                        | Duração total:                 | 71:16   |  |